# 诺尼亚
诺尼亚（法語：Nogna，法語發音：[nɔɲa]）是法国汝拉省的一个市镇，位于该省中南部，属于隆斯勒索涅区。

## 地理
诺尼亚（46°35'57"N, 5°38'34"E）面积6.11 平方千米，位于法国勃艮第-弗朗什-孔泰大區汝拉省，该省份为法国东部内陆省份，北起上索恩省，西北接科多尔省，西临索恩-卢瓦尔省，南至安省，东与杜省和瑞士接壤。
与诺尼亚接壤的市镇（或旧市镇、城区）包括：皮布利、马尔内济亚、梅努瓦、普瓦德菲奥勒、勒维尼。

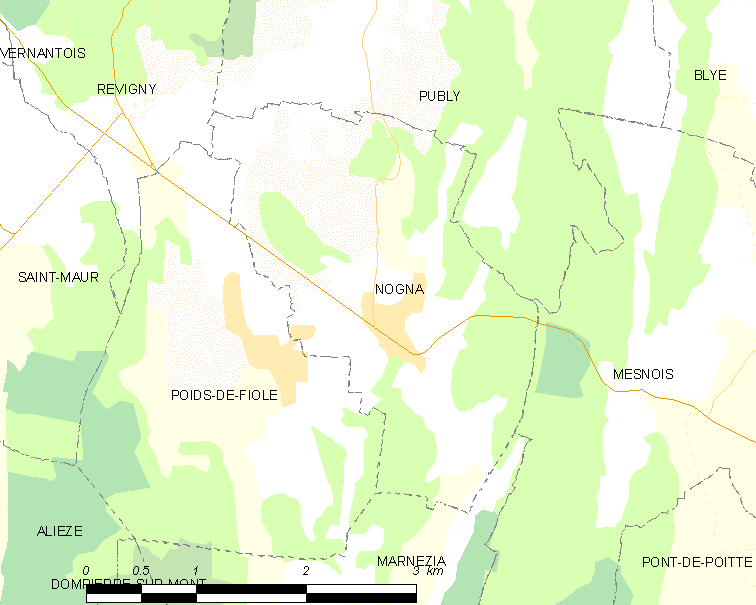
诺尼亚的OSM定位图

诺尼亚的时区为UTC+01:00、UTC+02:00（夏令时）。

## 行政
诺尼亚的邮政编码为39570，INSEE市镇编码为39390。

## 政治
诺尼亚所属的省级选区为波利尼县。

## 人口

1962-2008年间诺尼亚人口变化图示

诺尼亚于2022年1月1日时的人口数量为304人。